# Budkovický tunel
Budkovický tunel je železniční tunel č. 201 na katastrálním území Budkovice na železniční trati Brno – Hrušovany nad Jevišovkou-Šanov v km 127,643–127,783 mezi stanicemi Moravské Bránice a Moravský Krumlov.

## Historie
Provoz na dráze byl zahájen 15. září 1870, kdy tvořila součást hlavní trati c.k. privilegované Rakouské společnosti státní dráhy z Vídně do Brna (Vídeň – Laa an der Thaya – Hrušovany nad Jevišovkou – Střelice – Brno).
Na trati byly vybudovány celkem čtyři tunely (Budkovický, Na Réně, Velký Prštický a Malý Prštický). Všechny tunely byly dokončeny v roce 1870 jako stavebně dvojkolejné, stejně jako na zbytku trati ale byla i v tunelech položena pouze jedna kolej. V sedmdesátých letech 20. století došlo k přestavbě, kdy byla kolej přesunuta přibližně do os tunelů (v tunelu Na Réně v roce 1972).
Při ražbě tunelů byl poprvé v Rakousko-Uhersku místo střelného prachu použit dynamit.

## Geologie a geomorfologie
Tunel se nachází v geomorfologické oblasti Brněnská vrchovina, celku Bobravská vrchovina s podcelkem Leskounská vrchovina s okrskem Krumlovský les. Z geologického hlediska je oblast tvořena biotitickými granodiority.
Krumlovský les je významnou archeologickou lokalitou. V době bronzové se zde těžil rohovec.

## Popis
Jednokolejný tunel byl původně postaven pro dvě koleje v pravém směrovém oblouku na železniční trati Brno – Hrušovany nad Jevišovkou-Šanov mezi stanicemi Moravské Bránice a Moravský Krumlov. Stavba tunelu v úbočí svahu kopce (kóta 359 m n. m.) nebyla původně plánována. Byl zde vybudován zářez, ale kvůli nestabilním svahům bylo v roce 1869 rozhodnuto o realizaci hloubeného tunelu. Po vyzdění lomovým kamenem byl zasypán.
Tunel leží v nadmořské výšce 255 m a je dlouhý 139,86 m.